# Fritz Heide
Hermann Wilhelm Friedrich Heide (* 19. Dezember 1891 in Dresden; † 17. Dezember 1973) war ein deutscher Mineraloge.

## Leben
Heide studierte in München und war seit 1912 Mitglied der Burschenschaft Rhenania München. Er arbeitete nach der Promotion an der Universität Jena mehrere Jahre an der Universität Göttingen bei Victor Moritz Goldschmidt, wo er das geochemische Arbeiten und entsprechende Untersuchungsmethoden kennenlernte.
1930 wurde er als Ordinarius für Mineralogie, Kristallografie und Petrografie nach Jena berufen. Dabei wurde ein Lehrstuhl für Geologie und Paläontologie eingerichtet, den Wilfried von Seidlitz erhielt, womit auch in Jena diese beiden Fächer getrennt waren. Heide führte die von seinem Vorgänger Gottlob Linck begründete chemisch-mineralogischen und chemisch-petrographische Richtung weiter und entwickelte die vor allem durch den Ausbau des geochemischen Arbeitsbereichs, dem sich in späteren Jahren der Aufbau des Arbeitsbereichs Salzpetrografie anschloss.
Fritz Heide forschte auf dem Gebiet der Meteoritenkunde; im Jahr 1952 wurde er Mitglied der Leopoldina. Von 1952 bis zu seinem Tod war er der Herausgeber von Chemie der Erde beim Gustav Fischer Verlag Jena. Die Leitung des Instituts an der Universität Jena hatte er bis 1968 inne.
Sein Sohn Klaus Heide (1938–2023) wurde Dozent für Glaschemie und Professor für Mineralogie und Nachfolger seines Vaters als Herausgeber von Chemie der Erde. Sein Enkel Gerhard Heide (* 1963) hat eine Professur für Mineralogie an der TU Freiberg inne.

## Veröffentlichungen
- Montmorillonit von Unter-Rupsroth bei der Milseburg; 1927
- Der Phonolith von Unter-Rupsroth bei der Milseburg; 1930
- Eruptivgesteine und pneumatolytische Gesteine; 1932
- Beiträge zur Mineralogie und Petrographie der Rhön
- Kleine Meteoritenkunde; 1934
- Über Tektite von den Philippinen; 1938

## Ehrungen
- Der 1981 Asteroid (4394) Fritzheide wurde nach ihm benannt.[9]
- Ein 1973 im Bustee-Meteoriten entdecktes neues Mineral erhielt ihm zu Ehren den Namen Heideit.[10]